# Gertrud Bodenwieser
Gertrud Bodenwieser (née le 3 février 1890 – morte le 10 novembre 1959), également connue sous le nom de Gertrude, est une danseuse, chorégraphe et professeure de danse (en) autrichienne. Elle est considérée comme une pionnière en danse expressionniste.

## Biographie

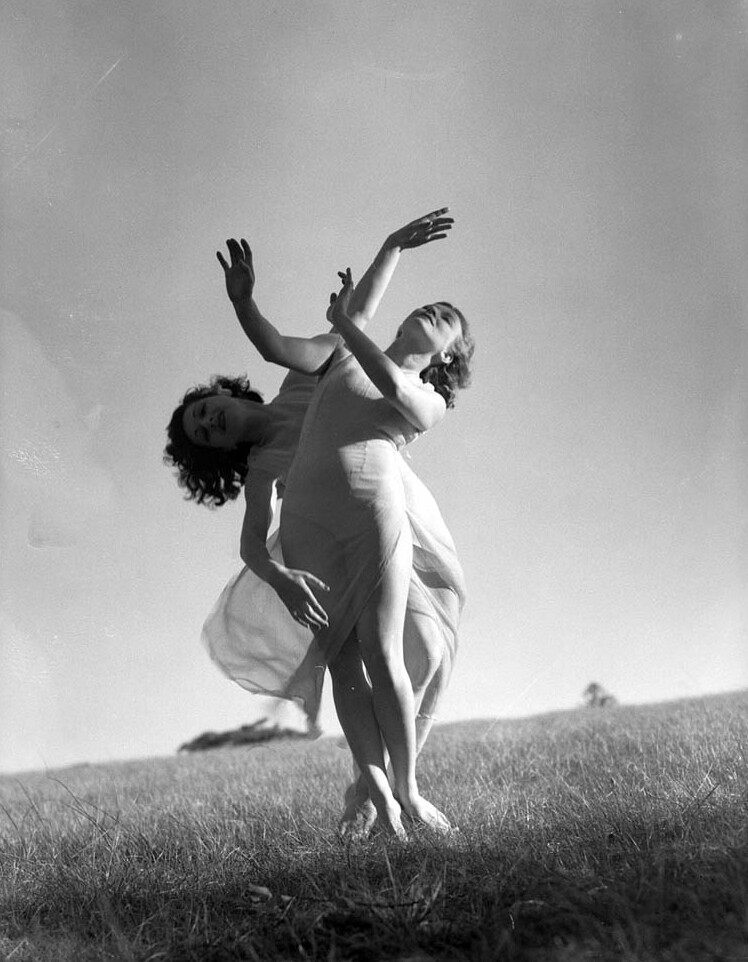
Emmy Towsey (Taussig) et Evelyn Ippen au Bodenwieser Ballet de Centennial Park, Sydney (c. 1939).

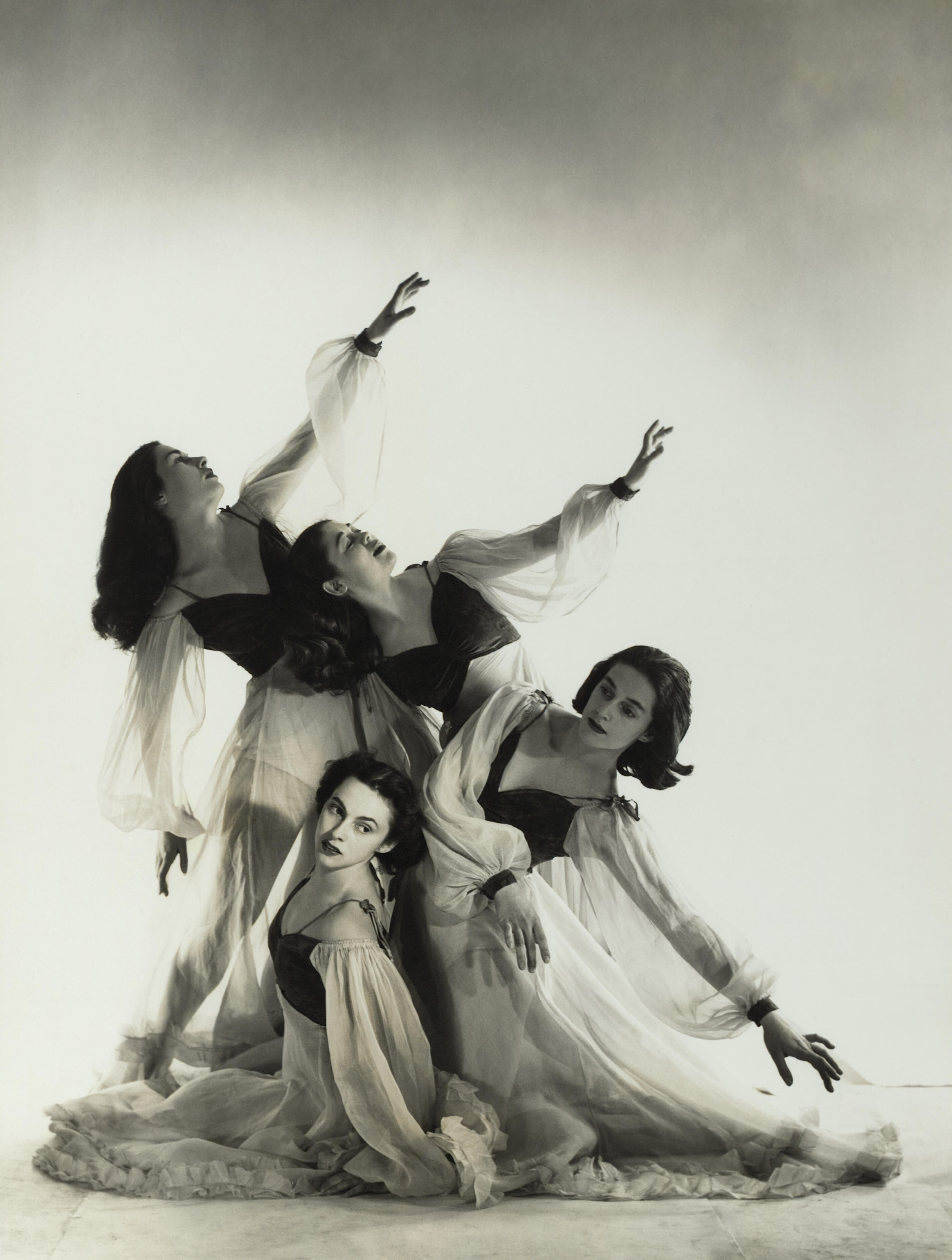
Élèves de Bodenwieser (1953).

Fille de Theodore et Maria Bondi, un couple aisé juif, Gertrud Bondi adopte le nom d'artiste Gertrud Bodenwieser. Elle développe un style basé sur le ballet classique, qu'elle a appris entre 1905 et 1910 auprès de Carl Godlewski, et inspiré par Isadora Duncan et Ruth Saint Denis. Elle obtient rapidement du succès avec des œuvres telles Demon Machine.
En 1920, Bodenwieser épouse Friedrich Rosenthal.
Gertrud Bodenwieser devient professeure de danse à l'Académie de musique et des arts du spectacle de Vienne. Ses élèves forment la troupe Bodenwieser dance group, qui se produit à travers l'Europe. Parmi ses élèves, on compte Vilma Degischer, Trudl Dubsky, Shona Dunlop MacTavish, Gisa Geert, Grete Gross, Erika Hanka, Hilde Holger, Evelyn Ippen, Susi Jeans, Eileen Kramer, Gertrud Kraus, Ena Noël, Maria Palmer, Lisl Rinaldini, Emmy Towsey, Bettina Vernon et Cilli Wang.
En 1938, un peu avant la Seconde Guerre mondiale, Gertrud Bodenwieser s'enfuit avec une poignée d'élèves en Colombie, où elle participera notamment aux célébrations du 400e anniversaire de Bogota. Son mari meurt à Auschwitz en 1942.

## Œuvre
- (en) Cuckson, Marie: Gertrud Bodenwieser. Her Contribution to the Art of the Dance. Vaucluse, NSW 1960.
- Dunlop MacTavish, Shona: An Ecstasy of Purpose. The Life and Art of Gertrud Bodenwieser. Dunedin, N.Z. 1987.
- (en) Grayburn, Patricia (ed.): Gertrud Bodenwieser, 1890–1959. A celebratory monograph on the 100th anniversary of her birth, with a catalogue of the exhibition shown at the University of Surrey (...) and the Royal Festival Hall (...). Surrey 1990.
- (en) Dunlop MacTavish, Shona: Gertrud Bodenwieser. Tänzerin, Choreographin, Pädagogin. Wien – Sydney. (Gekürzte Ausgabe, aus dem Englischen übersetzt von Gabriele Haefs, hrsg.v. Denny Hirschbach). Zeichen und Spuren, Bremen 1992.  (ISBN 3-924588-21-X).
- (en) Vernon-Warren, Bettina and Charles Warren (ed.): Gertrud Bodenwieser and Vienna's Contribution to Ausdruckstanz. Harwood Academic Publishers, Amsterdam u.a. 1999.  (ISBN 90-5755-035-0).
- (en) Amort, Andrea: Free Dance in Interwar Vienna. In: Interwar Vienna. Culture between Tradition and Modernity. Eds. Deborah Holmes and Lisa Silverman. New York, Camden House, 2009, p. 117–142.  (ISBN 978-1-57113-420-2)